# NGC 3566
NGC 3566 is een elliptisch sterrenstelsel in het sterrenbeeld Beker. Het hemelobject werd in 1886 ontdekt door de Amerikaanse astronoom Ormond Stone.